# Matalajärvi (sjö i Finland, Kajanaland, Kehys-Kainuu)
Matalajärvi är en sjö i Finland. Den ligger i kommunen Suomussalmi i den ekonomiska regionen  Kehys-Kainuu  och landskapet Kajanaland, i den nordöstra delen av landet, 600 km norr om huvudstaden Helsingfors. Matalajärvi ligger 228,7 meter över havet. Den är 1,9 meter djup. Arean är 52,5 hektar och strandlinjen är 4,92 kilometer lång. Sjön  ingår i Uleälvens huvudavrinningsområde.   
I övrigt finns följande vid Matalajärvi:
- Kovajärvi (en sjö)